# سيباستيان تيرالا
سيباستيان تيرالا (مواليد 22 فبراير 1988 في راسيبورز - بولندا) لاعب كرة قدم بولندي يلعب حاليا لصالح نادي الدرجة الأولى بروسيا دورتموند الألماني منذ 1999 في مركز الوسط المهاجم .

## روابط خارجية
- سيباستيان تيرالا على موقع قاعدة بيانات كرة القدم.إي يو (الإنجليزية)
- سيباستيان تيرالا على موقع بيانات كرة القدم. دي إي (الألمانية)
- سيباستيان تيرالا على موقع ليكيب (الفرنسية)
- سيباستيان تيرالا على موقع ناشيونال فوتبول تيمز (الإنجليزية)
- سيباستيان تيرالا على موقع Soccerway.com (الإنجليزية)
- سيباستيان تيرالا على موقع عالم كرة القدم.نت (الإنجليزية)
- سيباستيان تيرالا على موقع AS.com (الإسبانية)